# Bledius tau
Bledius tau är en skalbaggsart som beskrevs av Leconte 1877. Bledius tau ingår i släktet Bledius och familjen kortvingar. Inga underarter finns listade i Catalogue of Life.